# Fuente de las Ranas (Chapultepec)
La Fuente de las Ranas es un Monumento de la Ciudad de México, ubicado en la primera sección del Bosque de Chapultepec, cerca de la fuente de Nezahualcóyotl.

## Historia
Fue mandada a construir en Sevilla, España, por Miguel Alessio Robles en 1921, siendo ministro de México en dicho país. Originalmente se estableció en la entrada principal del bosque pero más tarde fue reubicada en la parte trasera del Zoológico, en el cruce de “La Milla” y Chivatito. Es una de las fuentes más antiguas del bosque.

## Características
Es una copia exacta en proporciones, sistema constructivo y acabado en cerámica de la Fuente de las Ranas del Parque María Luisa en Sevilla, España. La fuente está revestida de azulejos sevillanos y está adornada por ocho ranas de porcelana verde y gris, las cuales se ubican en su circunferencia. Al centro de la fuente están un pato y una tortuga de bronce. La fuente arroja delgados chorros de agua por las bocas de las ocho ranas y otro más por el pico del pato del centro.